# الاودا اکویانو
الاودا اکویانو (به انگلیسی: Olaudah Equiano؛ حدود ۱۷۴۵ – ۳۱ مارس ۱۷۹۷) که در طول عمر خود بیشتر با نام گوستاوس واسا (به انگلیسی: Gustavus Vassa) شناخته می‌شد، نوبسنده و طرفدار لغو برده‌داری بود که طبق خودزندگی‌نامه‌اش، در منطقهٔ ایگبو واقع در پادشاهی بِنین (جنوب نیجریهٔ امروزی) به دنیا آمد. هنگامی که کودک بود در آفریقا ربوده و به بردگی گرفته شد. او را سوار بر کشتی‌های حمل برده ابتدا به باربادوس و سپس به ویرجینیا بردند و نهایتاً یک افسر نیروی دریایی پادشاهی بریتانیا او را خرید. اکویانو دو بار دیگر هم فروخته شد اما در سال ۱۷۶۶ توانست با پرداخت پول، آزادی‌اش را بخرد.
اکویانو پس از آزادی از اسارت در لندن، حامی جنبش لغو برده‌داری در بریتانیا شد. او عضو گروهی به نام «پسران آفریقا» بود که گروهی طرفدار لغو برده‌داری و متشکل از آفریقایی‌های ساکن بریتانیا بود. اکویانو طی دههٔ ۱۸۷۰ یکی از رهبران فعال جنبش مقابله با تجارت برده بود. او  زندگی‌نامه خودنوشتش به نام «روایت جالب‌توجه زندگانی الاودا اکویانو» را در سال ۱۷۸۹ منتشر کرد که هولناکی برده‌داری را به خوبی نشان می‌داد. این کتاب در دوران حیات اکویانو ۹ بار تجدید چاپ شد و در تصویب قانون تجارت برده مصوب ۱۸۰۷ که تجارت برده را لغو می‌کرد، نقش داشت. اکویانو در سال ۱۷۹۲ با زنی انگلیسی به نام سوزانا کالن ازدواج کرد و صاحب دو دختر شد. او در ۱۷۹۷ در وست‌مینستر درگذشت.